# Cerrini (Adelsgeschlecht)

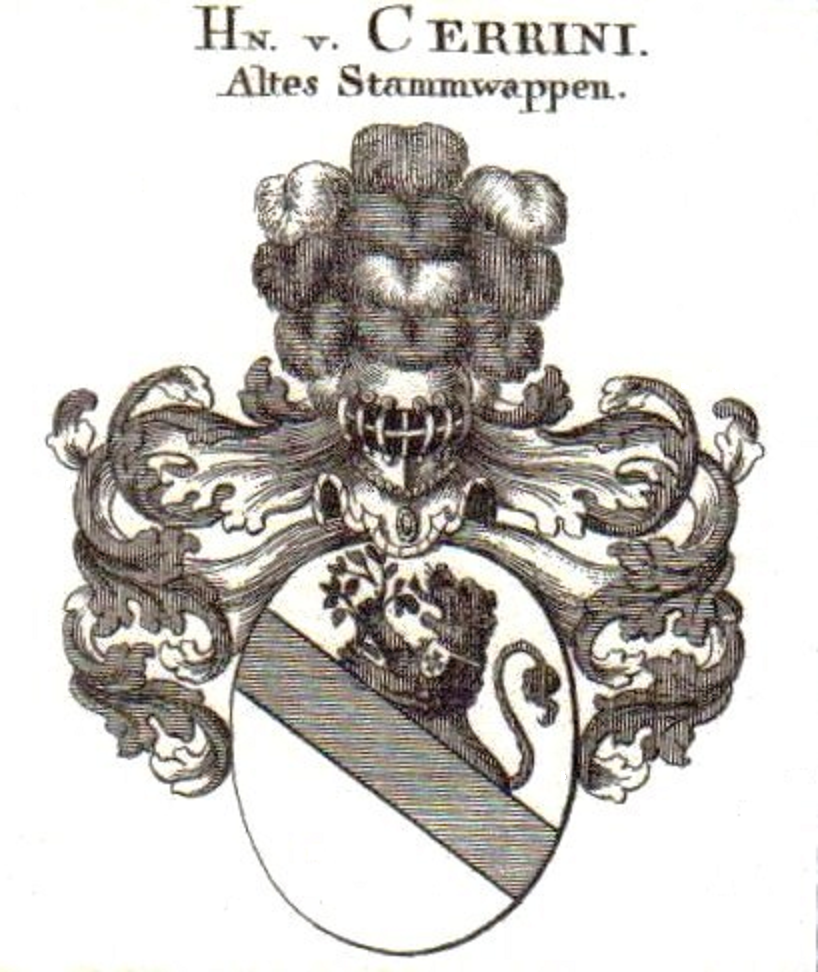
Stammwappen der Cerrini de Monte-Varchi (Österreich/Sachsen)

Die Freiherren und Grafen von Cerrini de Montevarchi (auch Cerrini de Monte-Varchi) waren eine adelige Familie, die ursprünglich aus dem florentinischen Adel stammt. 
Die Familie erhielt den erbländisch österreichischen Freiherrn- und Grafenstand. Das Freiherrn-Diplom erhielt im Jahr 1789 der k.k. Ingenieur-Oberstwachtmeister Joseph von Cerrini. Das Grafen-Diplom erhielt 1838 dessen Sohn Carl von Cerrini, dieser war Landmann in der Steiermark, k.k. Generalmajor im Geniekorps, Kämmerer, Geheimer Rat etc.

## Geschichte
Die Familie Cerrini war ein altes aus dem Großherzogtum Toskana stammendes Adelsgeschlecht, dessen Stammsitz das Kastell in Montevarchi war. Nach Angaben aus Urkunden, die aus dem großherzoglich toskanischen Staatsarchiv erhoben und amtlich bestätigt wurden, saß das Geschlecht dort bereits im 13. Jahrhundert.
Die Stammreihe beginnt mit Cerrino de Monte Varchi um 1300.
Der Sohn des Angelus Cerrini und der Enkel des Christophanus Cerrino de Montevarchi wurde von Kaiser Karl IV. in Florenz als Judex Ordinarius eingesetzt und dessen Söhne und Enkel waren im florentinischen Staat mit den höchsten Würden bekleidet. 
Später spaltete sich die Familie in zwei Linien, von welchen die ältere in Montevarchi zu Anfang des 17. Jahrhunderts im Mannesstamm ausstarb. Von der jüngeren zunächst noch in Florenz begüterten Linie aber wanderten einige nach Österreich und von dort auch nach Sachsen aus. So entstanden drei Speziallinien, die österreichische, sächsische und toskanische Linie. Die toskanische Linie bestand 1840 nur aus wenigen Mitgliedern, blühte aber noch im Mannesstamm.
Fabrizio Cerrini war 1671 dem Ruf der Kaiserin Eleonore, einer geborenen Prinzessin Gonzaga von Mantua-Nevers, gefolgt und nach Österreich übersiedelt, wo er Direktor aller kaiserlichen Museen und Galerien in Wien wurde. Dessen Sohn Ferdinand Cerrini de Monte-Varchi wurde Stifter der sächsischen Linie: Ferdinand, 1685 in Wien geboren, und im kaiserlichen Pagenhaus erzogen, begleitete die Erzherzogin Maria Josepha, Tochter des Kaisers, nach Dresden, da sie 1719 mit dem Kurprinzen vermählt worden war, dem nachmaligen sächsischen Kurfürsten und König August III. von Polen. Als Kammerherr und Maître de la Garderobe blieb er schließlich in Diensten der habsburgischen Prinzessin und heiratete 1733 eine geborene von Manner.
Die österreichische Linie erhielt 1838 den Grafenstand; diese Linie starb mit Graf Edmund Wilhelm Ludwig Mariotto Cerrini de Montevarchi (* 10. November 1832 in Wien; † 28. Oktober 1889 in Graz) aus.

## Wappen
- Blasonierung des Stammwappens des florentinischen Zweigs: In Silber ein halbrechtsschräger schwarzer Balken, oben wachsend ein schwarzer Löwe, der ein silbernes Schildchen mit einer roten Lilie (= Wappen von Florenz/Florentiner Lilie) auf der Schulter trägt und eine ebensolche rote Lilie in den Pranken hält. Auf dem gekrönten Helm mit schwarz-silbernen Helmdecken drei Straußenfedern (schwarz-silbern-schwarz).[5]
- Blasonierung des Stammwappens des österreichisch-sächsischen Zweigs: In Silber ein halbrechtsschräger Balken mit drei goldenen Sternen belegt, oben ein wachsender roter Löwe, der ein silbernes Schildchen mit einem roten Kreuz auf der Schulter trägt (=Wappen von Mailand) und einen grünen Zweig mit Eicheln in den Pranken hält. Auf dem gekrönten Helm mit rechts rot-silbernen und links blau-silbernen Decken ein Busch aus roten, silbernen und blauen Straußenfedern.[5]
- Blasonierung des Freiherrenwappens von 1789: In Silber ein roter Löwe, einen grünen Zweig mit Eicheln in den Pranken haltend, darüber ein blauer, golden bordierten Balken belegt mit drei goldenen Sternen. Auf dem Schild die Freiherrnkrone. Drei gekrönte Helme: I. mit rot-silbernen Decken ein silberner mit dem Balken vom Schild belegter Flügel, II. mit rechts rot-silbernen und links blau-goldenen Decken ein grünes und ein rotes Fähnchen, III. mit blau-goldenen Decken drei Straußenfedern (silbern-rot-blau).[6]
- Blasonierung des Grafenwappens von 1838: Schild wie das österreichisch-sächsische Stammwappen. Darüber die Grafenkrone. Fünf gekrönte Helme mit rechts rot-silbernen und links blau-silbernen Decken: I. ein silberner Turm, darüber ein goldener Stern, II. ein wachsender geharnischter Arm, ein Bund von Pfeilen haltend, III. der Löwe vom Schild wachsend, in den Pranken ein rotes, ein silbernes und ein grünes Fähnchen haltend, IV. ein goldenes Kreuz in einem Lorbeerkranz, V. ein silberner Turm mit einer roten Lilie darüber. Als Schildhalter zwei einwärtsschauende geharnischte Männer mit roten und blauen Federn besteckten Helmen, außen eine Lanze mit einer blauen, silbern bordierten Fahne, darauf ein silbernes Schildchen mit einer roten Lilie, haltend. Wahlspruch: Probitate et constantia.[7]

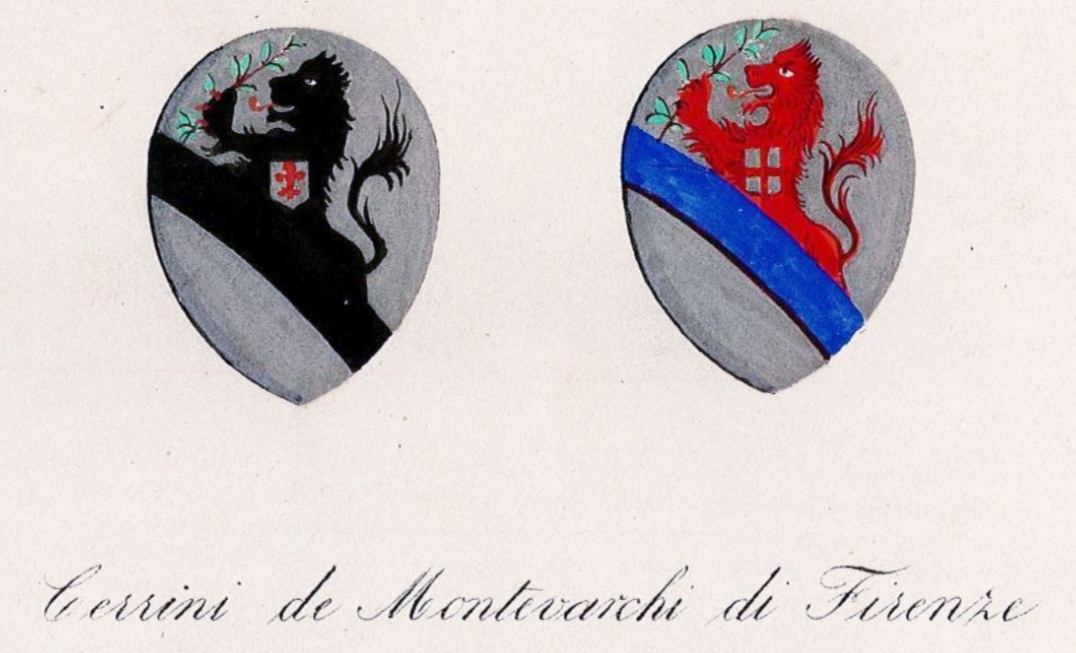
Wappen beider Zweige in Sommario Storico delle Famiglie Celebri Toscane (Florenz 1863)
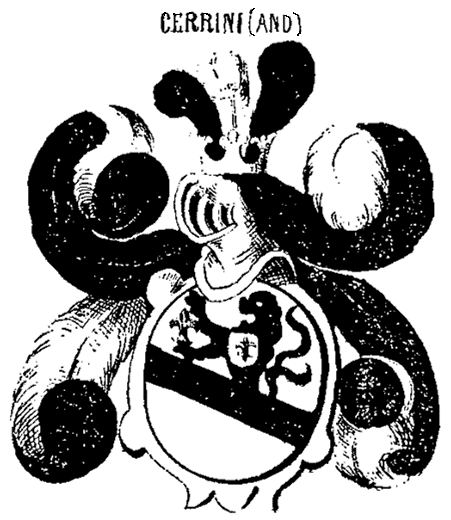
Stammwappen der Cerrini de Monte-Varchi, florentinischer Zweig, in Siebmachers Wappenbuch
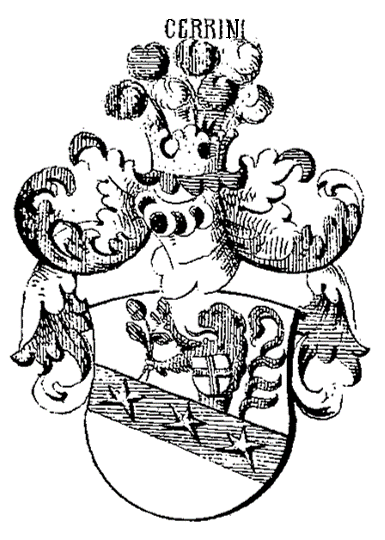
Stammwappen der Cerrini de Monte-Varchi, österreichisch-sächsischer Zweig, in Siebmachers Wappenbuch
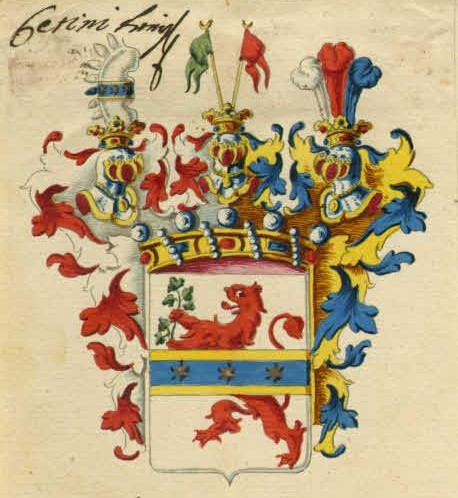
Freiherrenwappen der Cerrini de Monte-Varchi (1789)
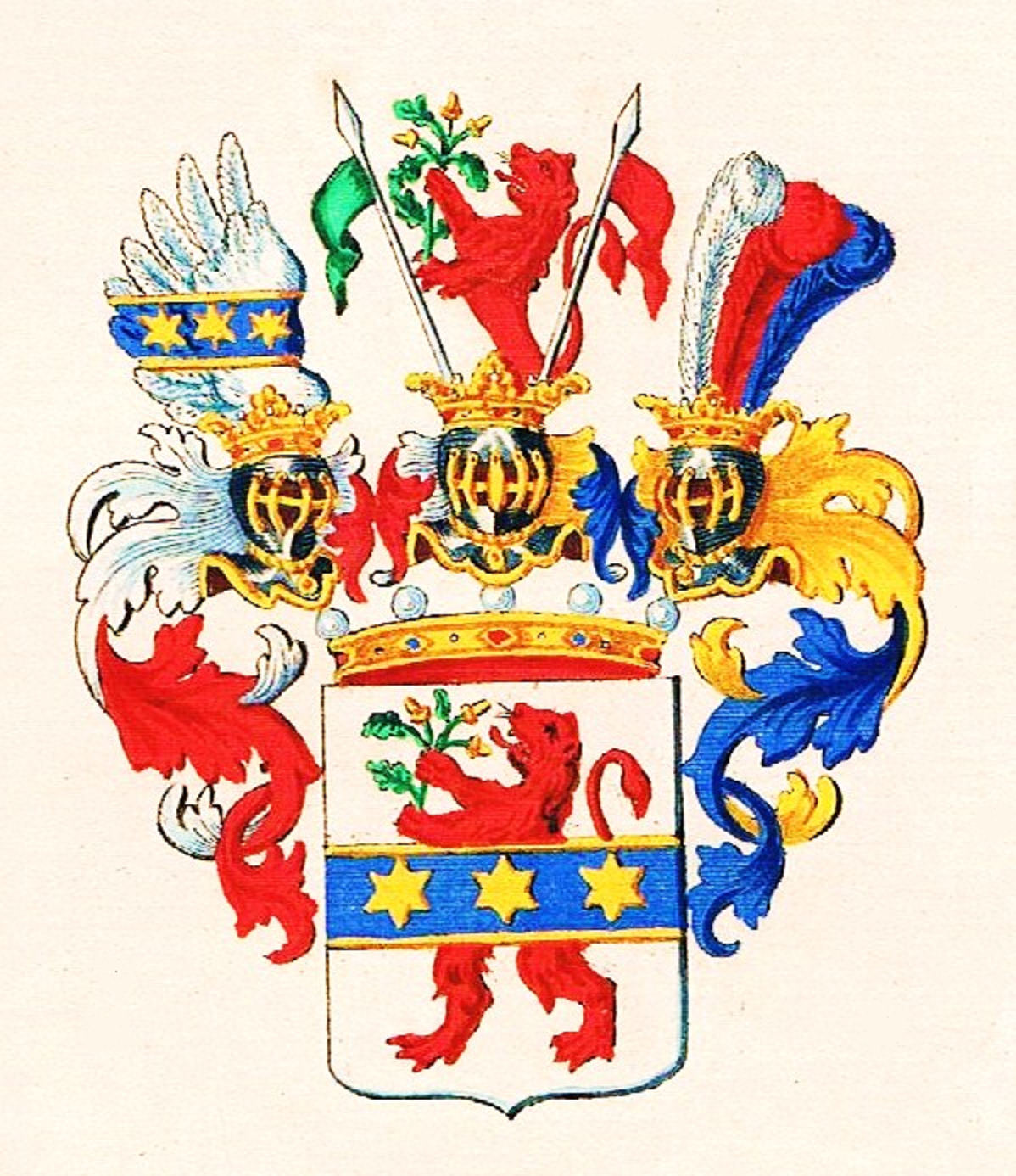
Freiherrenwappen der Cerrini de Monte-Varchi (1789) bei Tyroff (nachkoloriert)
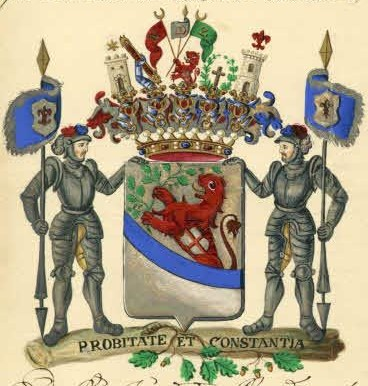
Grafenwappen der Cerrini de Monte-Varchi (1838)

## Angehörige

### Sachsen
- Heinrich Cerrini de Monte Varchi (General, 1740) (1740–1823), sächsischer Generalleutnant, Gouverneur von Dresden
- Clemens Cerrini de Monte Varchi (1785–1852), sächsischer Generalleutnant sowie Oberkommandeur der Sächsischen Armee.
- Anton Maria von Cerrini di Monte Varchi (1829–1906), sächsischer Generalleutnant

### Österreich
- Karl Cerrini de Monte Varchi (1777–1840), österreich-ungarischer Generalmajor
- Joseph Cerrini de Monte Varchi (1743–1809), Feldmarschall-Lieutenant
- Heinrich Cerrini de Monte Varchi (General, 1801) (1801–1870), österreich-ungarischer Feldmarschall-Lieutenant der Infanterie (er entstammte der sächsischen Linie)